# Донахи, Бернард
Бе́рнард До́нахи (англ. Bernard Donaghey; 23 декабря 1882 — 1 июля 1916), также известный как Ба́рни До́нахи (англ. Barney Donaghey) — ирландский футболист, выступавший на позиции нападающего-инсайда. Выступал за ряд североирландских клубов, включая «Дерри Селтик», «Белфаст Селтик», «Гленторан», за шотландский «Хиберниан» и английские «Манчестер Юнайтед» и «Бернли». Принимал участие в Первой мировой войне. Был убит в первый день битвы на Сомме.

## Биография
Барни Донахи родился в Дерри «в большой католической семье». Начал карьеру в местной футбольной команде «Дерри Селтик» в 1900 году. В сентябре того же года дебютировал в основном составе команды в домашней игре против «Клифтонвилла», забив два мяча этом матче.
15 февраля 1902 года был включен в состав сборной Ирландской лиги на матч против сборной Шотландской лиги, сыграв на «Денс Парк» в Данди. Свой второй матч за сборную Ирландской лиги провёл 14 октября 1905 года, сыграв в Манчестере против сборной Футбольной лиги Англии.
В 1902 году стал игроком клуба «Ольстер», за который отличился забитым мячом в матче Суперкубка в апреле 1902 года. В том же году перешёл в «Белфаст Селтик», который имел репутацию команды, играющей в «авантюрный, атакующий футбол».  Дебютировал за «Белфаст Селтик» 30 августа 1902 года в игре против «Линфилда», забив один из голов своей команды, которая обыграла соперника со счётом 4:2. 4 октября забил ещё один гол в ворота своей бывшей команды «Дерри Селтик».
9 августа 1902 года провёл свой единственный матч за национальную сборную — против Шотландии.
В 1904 году перешёл в «Гленторан». Своими выступлениями привлёк внимание шотландского клуба «Хиберниан», с которым подписал контракт летом 1904 года. Сезон 1904/05 провёл в составе «Хибс», за который забил 8 голов в 15 матчах. В 1905 году вернулся в «Дерри Селтик».
В ноябре 1905 года перешёл в английский клуб «Манчестер Юнайтед», который заплатил за его переход 100 фунтов. Дебютировал за команду 4 ноября 1905 года в матче против «Линкольн Сити», однако не смог закрепиться в основном составе команды, сыграв только 3 матча в сезоне 1905/06. В августе 1906 года покинул клуб, вернувшись в «Дерри Селтик».
В 1907 году вернулся в Англию, став игроком «Бернли». В пяти матчах за клуб забил 2 мяча. Однако в следующем году вновь вернулся в «Дерри Селтик», где продолжал играть до 1913 года, став местной «звездой» и «любимцем публики». В дальнейшем играл за шотландский клуб «Дамбартон Харп».
После начала войны служил в рядах Британской армии. В начале 1915 года вошёл в состав 1-го батальона королевского стрелкового полка Эннискиллена (Royal Inniskilling Fusiliers). Принимал участие в Галлиполийском сражении, где был ранен шрапнелью в голову и эвакуирован в военный госпиталь в Танту, Египет. Из госпиталя он написал письмо домой, где сообщил: «Четверо других солдат, которые были рядом со мной, были убиты. Это было страшное зрелище. Я уверен, что меня спасли молитвы». После восстановления от травм в составе 29-го дивизиона переправился во Францию для участия в Битве на Сомме. 1 июля 1916 года по приказу командования батальон, в котором служил Донахи, пошёл в атаку на позиции немцев. Атакующие были остановлены заграждениями из колючей проволокой и шквальным огнём из пулемётов. После тяжёлых потерь британцы отступили, не достигнув успеха. Среди погибших был рядовой Донахи, ставший одним из 115 жителей Дерри, убитых в первый день битвы на Сомме. Его тело не было найдено, а имя упоминается на мемориале павших бойцов Типвале, а также на «Бриллиантовом мемориале войны» (Diamond War Memorial) в его родном городе Дерри.

## Достижения
Дерри Селтик
- Обладатель Большого кубка северо-запада (2): 1900/01, 1901/02[1]

 Белфаст Селтик
- Финалист Городского кубка: 1902/03[1]